# Червоная Нива (Днепропетровская область)
Червоная Нива (укр. Червона Нива) — село,
Межиричский сельский совет,
Павлоградский район,
Днепропетровская область,
Украина.
Код КОАТУУ — 1223584506. Население по переписи 2001 года составляло 138 человек .

## Географическое положение
Село Червоная Нива находится на левом берегу реки Волчья,
выше по течению на расстоянии в 1,5 км расположено село Межирич,
ниже по течению на расстоянии в 3 км расположено село Булаховка.
Река в этом месте извилистая, образует лиманы, старицы и заболоченные озёра.

## Происхождение названия
На территории Украины 3 населённых пункта с названием Червоная Нива.